# پیاده (گروهان)
گروهان پیاده ۳ گروهان مجزای موجود در داخل یک گردان پیاده نیروی زمینی می‌باشد که کارکنان پایور و وظیفه در دسته‌جان مختلف گروهان نظیر Spg, Arg، حمپاره‌انداز ۶۰ و ۸۱ میلیمتری و دسته مخابرات سازماندهی می‌شوند.